# Schwartziella ephamilla
Pandalosia ephamilla là một loài ốc biển nhỏ, là động vật thân mềm chân bụng sống ở biển trong họ Zebinidae.